# سرگئی ژلانوف
سرگئی ژلانوف (روسی: Серге́й Викторович Желанов؛ زادهٔ ۱۴ ژوئن ۱۹۵۷) ورزشکار دو و میدانی اهل اتحاد جماهیر شوروی سوسیالیستی است.
وی در مسابقات کشوری و بین‌المللی در مجموع برندهٔ ۱ مدال برنز شده‌است.